# Sections socialistes universitaires
 (mars 2020).
Les sections socialistes universitaires sont des sections émanant du Parti socialiste. Elles ont vocation à rassembler, sur les quelques sites où ces structures existent, des étudiants, des enseignants-chercheurs, du personnel de l'éducation, des universités et des laboratoires, membres ou sympathisants du Parti socialiste, en vue d'organiser l'animation politique des établissements d'enseignement supérieur et de recherche. Il existe aussi des groupes socialistes universitaires (GSU), groupes thématiques qui, au sein des fédérations socialistes où ils sont constitués, rassemblent les militants et sympathisants intéressés par les thématiques Éducation, Enseignement et Recherche.

## Principes
Selon ses statuts, le Parti socialiste s’organise en sections territoriales, d’entreprises ou universitaires. Les sections universitaires sont des sections à part entière, dont le fonctionnement s’apparente à celui des sections d’entreprises. La réunion des militants ne se fait pas sur une base territoriale, comme pour les sections traditionnelles, ni sur une catégorie d’âge, comme pour le MJS, mais parmi les acteurs d'un établissement d'enseignement et/ou de recherche (étudiants, doctorants, enseignants-chercheurs, ingénieurs, personnels administratifs et techniques, etc.). De façon plus générale, les sections universitaires ont vocation à rassembler tous les militants et les sympathisants aspirant à mêler action militante et réflexion politique, afin de créer, à l'intérieur du Parti socialiste, des liens entre les militants, les cadres et les intellectuels.
Il existait entre 2002 et 2014 en France six sections socialistes universitaires (ENS-Cachan, ENS-Ulm, Grenoble, Reims, Sciences Po Paris, Sorbonne) et deux GSU (IEP-Lille 2, Seine-Maritime).

## Actions
Les sections universitaires sont attachées au débat, afin que le parti politique ne soit pas perçu simplement comme un « appareil » purement politicien, mais également comme un lieu où des idées nouvelles peuvent éclore.
Indépendantes les unes vis-à-vis des autres, elles prennent parfois des initiatives communes. En 2006, les sections ENS, Sorbonne et Sciences Po ont ainsi entamé une réflexion sur les phénomènes migratoires dans le cadre du projet Jean-Jaurès. Depuis 2008, les sections éditent un journal intitulé Allons voir si la rose. En mai 2011, elles ont organisé leur premier colloque en commun, sur le thème des politiques de la ville.
À l'occasion de l'université d'été du PS à La Rochelle, en août 2011, les sections et groupes socialistes universitaires ont adressé une lettre ouverte aux candidats aux primaires citoyennes, une tribune collective en forme de manifeste intitulée "Éducation d'abord !", sur le thème de l'éducation, de l'enseignement et de la recherche. Plusieurs débats, interventions et déplacements des candidats sur ce thème ont fait suite à cette initiative tout au long du dernier mois des primaires.

### Campagne présidentielle de 2012
En mars 2012, lors de la campagne présidentielle, l’équipe de campagne de François Hollande lance le mouvement de mobilisation « Le Sup’ et la Recherche avec Hollande » à l’initiative de quelques dirigeants des sections et groupes socialistes universitaires afin de "rétablir la vérité sur le bilan universitaire de la droite, de restaurer la confiance avec le monde universitaire, de sensibiliser l’opinion publique aux propositions de François Hollande pour l’Enseignement supérieur et la Recherche". Soucieux de répondre à une véritable demande sociale, le mouvement essaime peu à peu dans les grandes villes universitaires et les établissements d'enseignement supérieur et de recherche : à Paris (où plusieurs comités existent : Sorbonne, ENS-Ulm, Sciences Po, UPMC, etc.), à Saclay, Reims, Bordeaux, Grenoble, Rouen, Caen, Montpellier, Orléans, Toulouse... Fin 2012, une revue est lancée par les anciens responsables du mouvement, La revue socialiste universitaire, parrainée par une quarantaine d'intellectuels et de personnalités politiques, et qui est publiée en 2012 et 2013.